# みやさと奏
みやさと 奏（みやさと かな、1992年10月1日 - ）は、岩手県宮古市出身の元演歌歌手。本名は盛合 奏恵（もりあい かなえ）。旧芸名は愛 かなえ（あい かなえ）。血液型はO型。レコード会社は徳間ジャパンコミュニケーションズ。2018年3月の引退までアップフロントクリエイトに所属していた。

## 略歴・人物
3人兄妹の末っ子（兄が2人いる）として出生。小学6年の時、地元のカラオケ番組に出演したのを機に歌手を目指すようになり、中学から高校までレッスンを受ける。
2009年、「みちのく歌謡祭」でグランプリを獲得。その時に作曲家の叶弦大と出会う。2010年、「日本カラオケスタジオ大賞」に岩手県代表として出場し、全国大会でグランプリを獲得。高校生歌手として地元で活動を始める。
2011年1月30日、高校3年生のときに「愛かなえ」として『名も無い花のように』でみちのくレコードからインディーズデビュー（CDに修正が入ったため同月9日から30日へ発売が延期されたが、音楽情報サイトや通販サイトには当初の発売日のまま掲載されている）。
2012年5月2日、「みやさと奏」として『風港』で徳間ジャパンからメジャーデビュー。
芸名の「みやさと」は、“宮古がふるさと”を略して付けられた。
2018年3月31日をもって歌手活動を引退した。

## 作品

### インディーズシングル
- 『名も無い花のように』（2011年1月30日、みちのくレコード、MICD-44、MEG-CD盤：MSCL-12350）[11][12] - 「愛かなえ」名義

| #  | タイトル                                     | 作詞       | 作曲     | 編曲     | 監修   |
| -- | -------------------------------------------- | ---------- | -------- | -------- | ------ |
| 1. | 「名も無い花のように」                       | 小宮正人   | 花咲慎一 | 斎藤美和 | 叶弦大 |
| 2. | 「純情冬桜」                                 | くに多樹夫 | 斎藤常雄 | 斎藤美和 | 叶弦大 |
| 3. | 「名も無い花のように」(オリジナル・カラオケ) | -          | 花咲慎一 | 斎藤美和 | 叶弦大 |
| 4. | 「純情冬桜」(オリジナル・カラオケ)           | -          | 斎藤常雄 | 斎藤美和 | 叶弦大 |

### シングル
- 1st『風港』（2012年5月2日、徳間ジャパン、CD：TKCA-90481、カセットテープ：TKSA-21356）[13]

| #  | タイトル                             | 作詞       | 作曲   | 編曲   |
| -- | ------------------------------------ | ---------- | ------ | ------ |
| 1. | 「風港」                             | 水木れいじ | 叶弦大 | 若草恵 |
| 2. | 「約束します」                       | 紙中礼子   | 叶弦大 | 若草恵 |
| 3. | 「風港」(オリジナル・カラオケ)       | -          | 叶弦大 | 若草恵 |
| 4. | 「約束します」(オリジナル・カラオケ) | -          | 叶弦大 | 若草恵 |
| 5. | 「風港」(エコサイズ・カラオケ)       | -          | 叶弦大 | 若草恵 |
| 6. | 「約束します」(エコサイズ・カラオケ) | -          | 叶弦大 | 若草恵 |

- 2nd『かもめ町一丁目』（2013年6月12日、徳間ジャパン、TKCA-90551）[14]

| #  | タイトル                                 | 作詞       | 作曲   | 編曲     |
| -- | ---------------------------------------- | ---------- | ------ | -------- |
| 1. | 「かもめ町一丁目」                       | 岡田冨美子 | 叶弦大 | 丸山雅仁 |
| 2. | 「運命の海峡」                           | 田久保真見 | 叶弦大 | 丸山雅仁 |
| 3. | 「かもめ町一丁目」(オリジナル・カラオケ) | -          | 叶弦大 | 丸山雅仁 |
| 4. | 「運命の海峡」(オリジナル・カラオケ)     | -          | 叶弦大 | 丸山雅仁 |

- 3rd『逢いたくて金沢』（2014年7月2日、徳間ジャパン、TKCA-90628）[15]

| #  | タイトル                                 | 作詞       | 作曲   | 編曲     |
| -- | ---------------------------------------- | ---------- | ------ | -------- |
| 1. | 「逢いたくて金沢」                       | 田久保真見 | 叶弦大 | 丸山雅仁 |
| 2. | 「海猫のら」                             | 田久保真見 | 叶弦大 | 丸山雅仁 |
| 3. | 「逢いたくて金沢」(オリジナル・カラオケ) | -          | 叶弦大 | 丸山雅仁 |
| 4. | 「海猫のら」(オリジナル・カラオケ)       | -          | 叶弦大 | 丸山雅仁 |

- 4th『ながれ星』（2015年9月2日、徳間ジャパン、TKCA-90720）[16]

| #  | タイトル                           | 作詞         | 作曲   | 編曲   |
| -- | ---------------------------------- | ------------ | ------ | ------ |
| 1. | 「ながれ星」                       | 宮川つとむ   | 叶弦大 | 若草恵 |
| 2. | 「情なし」                         | こはまかずえ | 叶弦大 | 若草恵 |
| 3. | 「ながれ星」(オリジナル・カラオケ) | -            | 叶弦大 | 若草恵 |
| 4. | 「情なし」(オリジナル・カラオケ)   | -            | 叶弦大 | 若草恵 |
| 5. | 「ながれ星」(2コーラス・カラオケ)  | -            | 叶弦大 | 若草恵 |
| 6. | 「情なし」(2コーラス・カラオケ)    | -            | 叶弦大 | 若草恵 |

- 5th『もいちど生まれてくる時は』（2016年6月8日、徳間ジャパン、TKCA-90820）[17]

| #  | タイトル                                           | 作詞   | 作曲     | 編曲   |
| -- | -------------------------------------------------- | ------ | -------- | ------ |
| 1. | 「もいちど生まれてくる時は」                       | 伊藤薫 | 叶弦大   | 若草恵 |
| 2. | 「東京迷路」                                       | 伊藤薫 | 藤井有人 | 若草恵 |
| 3. | 「もいちど生まれてくる時は」(オリジナル・カラオケ) | -      | 叶弦大   | 若草恵 |
| 4. | 「東京迷路」(オリジナル・カラオケ)                 | -      | 藤井有人 | 若草恵 |
| 5. | 「もいちど生まれてくる時は」(2コーラス・カラオケ)  | -      | 叶弦大   | 若草恵 |
| 6. | 「東京迷路」(2コーラス・カラオケ)                  | -      | 藤井有人 | 若草恵 |

- 6th『室蘭恋はぐれ』（2017年5月3日、徳間ジャパン、TKCA-90956）[18]

| #  | タイトル                               | 作詞           | 作曲   | 編曲     |
| -- | -------------------------------------- | -------------- | ------ | -------- |
| 1. | 「室蘭恋はぐれ」                       | ましこよしのり | 叶弦大 | 丸山雅仁 |
| 2. | 「カモメさん」                         | 紙中礼子       | 叶弦大 | 若草恵   |
| 3. | 「室蘭恋はぐれ」(オリジナル・カラオケ) | -              | 叶弦大 | 丸山雅仁 |
| 4. | 「カモメさん」(オリジナル・カラオケ)   | -              | 叶弦大 | 若草恵   |

## 受賞歴
2012年：歌唱曲『風港』
- 第45回日本有線大賞・有線放送協会賞
- 日本作曲家協会音楽祭・奨励賞（2年連続）
- 第45回日本作詩大賞・入選

## 出演

### ラジオ番組
- 松原健之・みやさと奏の音茶メロらじお（2012年7月1日 - 2018年3月31日・4月1日、南海放送・SBSラジオ・IBCラジオ・NBCラジオ・NBCラジオ佐賀 / 放送開始当初は岐阜放送・南海放送の2局） - レギュラー（松原健之と共演）